# USS Nimitz (CVN-68)
El USS Nimitz (CVN-68) es un portaaviones de la clase Nimitz, perteneciente a la Armada de los Estados Unidos. Da nombre a su clase, compuesta oficialmente por diez portaaviones, aunque existen diferencias entre los tres primeros y los últimos siete, que en ocasiones son considerados de la clase Theodore Roosevelt. Con una tripulación de casi seis mil hombres (3200 de dotación y 2480 del grupo aéreo), desplaza cerca de 102 000 t, a una velocidad máxima de 30 nudos y es uno de los mayores barcos de guerra del mundo. En un principio fue designado CVAN-68, pero fue renombrado CVN-68 el 30 de junio de 1975, como parte de la realineación producida en este año. Recibe su nombre del almirante Chester Nimitz, que comandó la Flota del Pacífico en la Segunda Guerra Mundial y fue el último almirante de cinco estrellas de la Armada de los Estados Unidos.
Fue construido en los astilleros de Newport News Shipbuilding, en la actualidad Northrop Grumman Newport News. Está propulsado por dos reactores nucleares Westinghouse A4W, que accionan cuatro turbinas de 260 000 HP (194 MW). Para situaciones de emergencia posee cuatro motores diésel de 10 720 cv (8 MW). Su grupo aéreo está formado por 90 aviones y helicópteros.
Después de una prórroga operativa, el CVN 68 dejará de prestar servicio en 2026, lo que significa que será desguazado en su totalidad.

## Historia del barco

### Antes de la entrega
La quilla del USS Nimitz fue puesta en grada el 22 de junio de 1968 por Newport News Shipbuilding, en Newport News, Virginia. Fue bautizado en 1972, amadrinado por Catherine Nimitz Lay, hija del almirante Chester Nimitz. Fue entregado a la Armada de los Estados Unidos en 1975 y asignado a la Base Naval de Norfolk, en Virginia, el 3 de mayo de 1975 por el presidente Gerald Ford.

### En los 1970

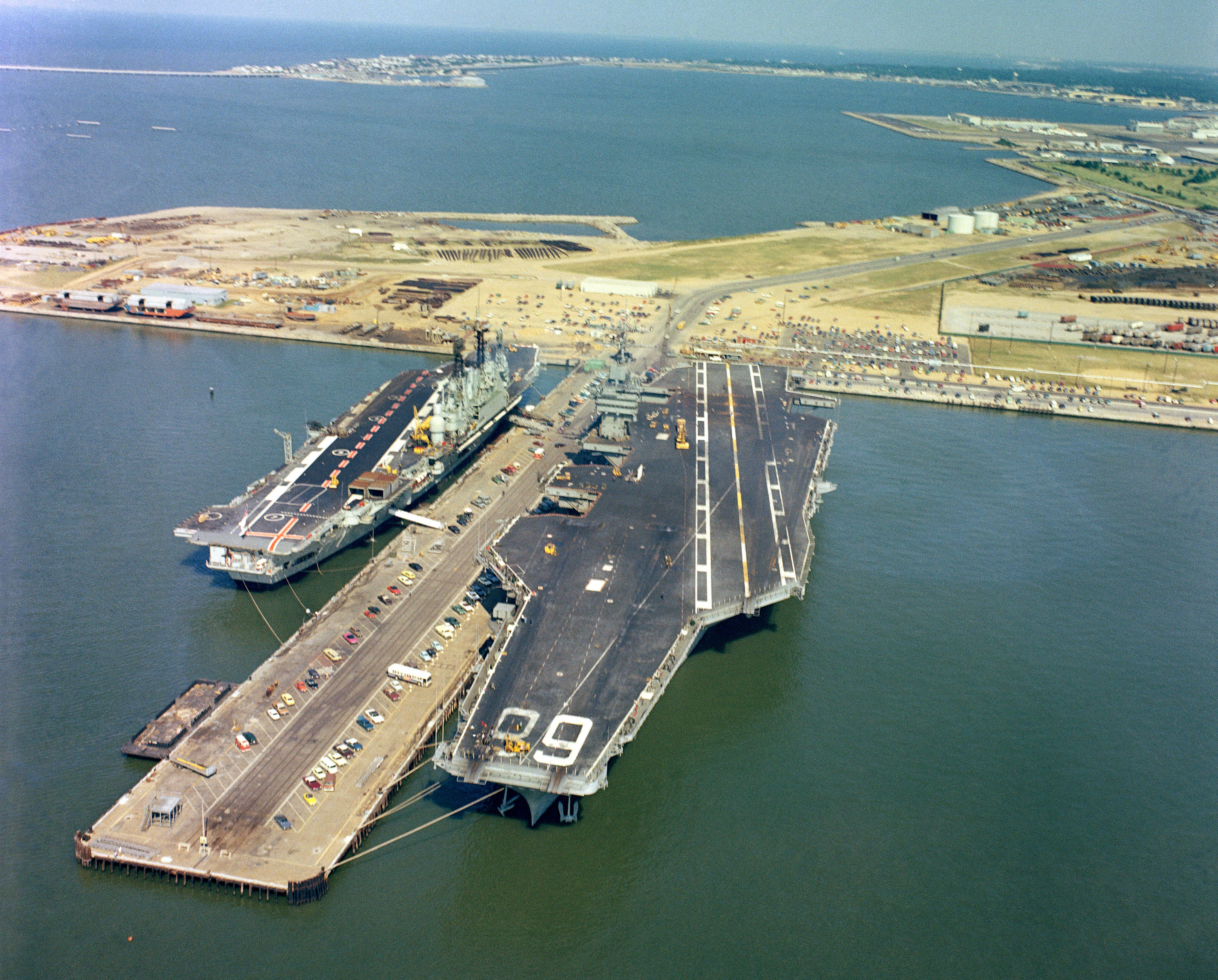
Nimitz (derecha) junto al HMS Ark Royal en la Estación Naval de Norfolk en agosto de 1978.

El USS Nimitz primeramente fue desplegado en el Mediterráneo el 7 de julio de 1976 con el Ala Aérea de Portaaviones 8 embarcada, escoltado por los cruceros de propulsión nuclear USS South Carolina y USS California. En noviembre de 1976, el Nimitz fue adjudicado como buque insignia de la Fuerza Aeronaval de la flota estadounidense del Atlántico por ser el más eficiente y el principal portaaviones de la flota atlántica. El crucero trascurrió sin incidentes y el portaaviones volvió a Norfolk, Virginia, el 7 de febrero de 1977.
Un segundo crucero sin incidentes por el Mediterráneo transcurrió entre el 1 de diciembre de 1977 y el 20 de julio de 1978. El tercer despliegue empezó el 10 de septiembre de 1979 en el Mediterráneo. El buque se desplazó hasta el océano Índico en respuesta a la crisis de los rehenes de Irán, en la que la embajada americana en Teherán, Irán, fue asaltada y 52 rehenes fueron capturados. Después de cuatro meses estático, la operación Garra de Águila fue lanzada desde el USS Nimitz en un intento de rescatar al personal de la embajada estadounidense. La misión fue abortada después de que un helicóptero se estrellara en un punto de reabastecimiento de combustible en el desierto iraní. El USS Nimitz finalmente volvió a casa el 26 de mayo de 1980, tras haber pasado 144 días en el mar.

### En los 1980

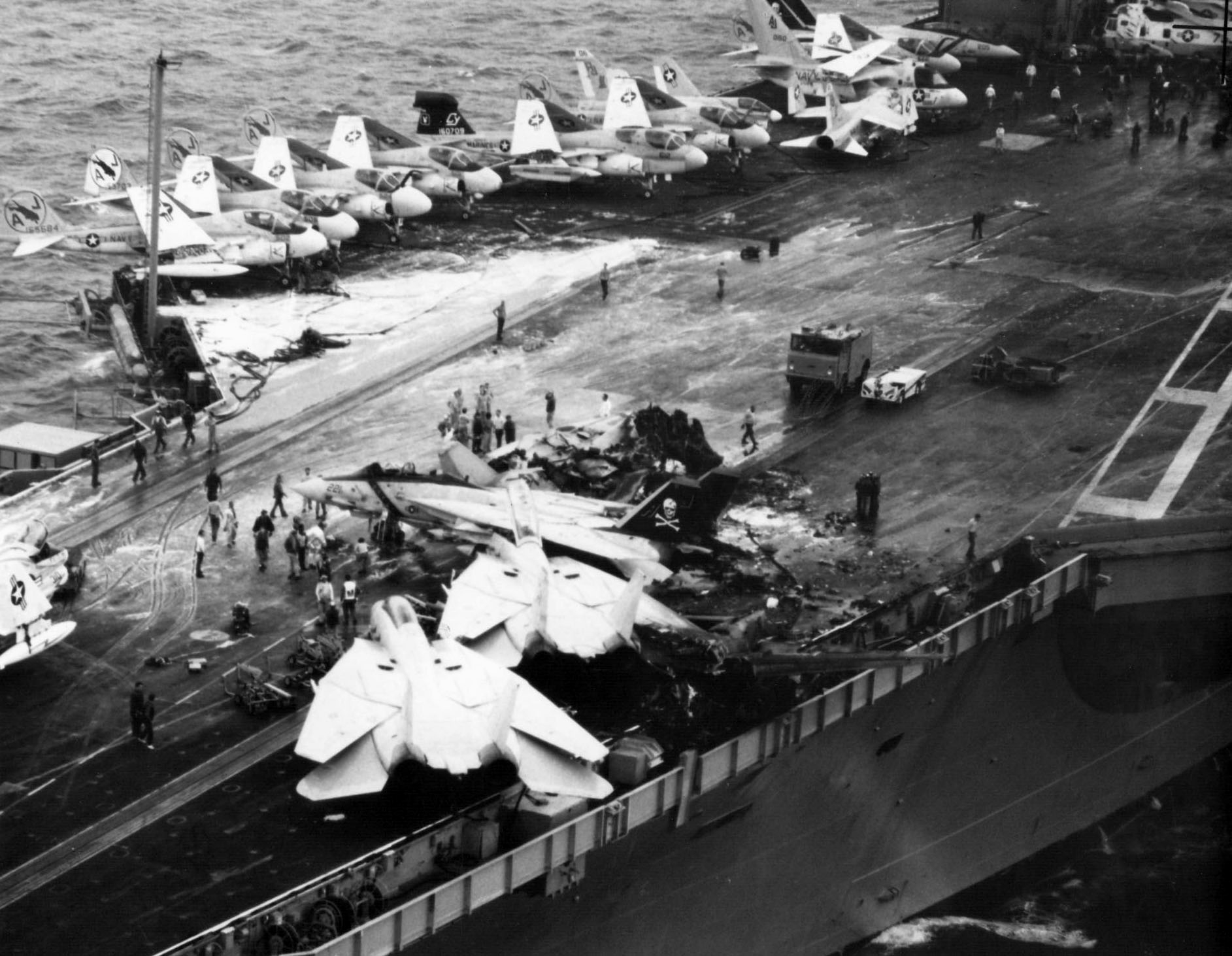
Restos de un EA-6B Prowler después de que se estrellara durante un aterrizaje nocturno, año 1981.

El 26 de mayo de 1981, un Grumman EA-6B Prowler se estrelló en la cubierta de vuelo, matando a 14 tripulantes e hiriendo a otros 45. Los análisis forenses revelaron que varios miembros de los fallecidos en la cubierta dieron positivo por marihuana. Como resultado de este incidente, el presidente Ronald Reagan implantó una política de «tolerancia cero» con las drogas en todas las fuerzas armadas, que comenzó con las pruebas a todo el personal del ejército.
El USS Nimitz fue desplegado nuevamente en el Mediterráneo el 3 de agosto de 1981. El barco, acompañado por el USS Forrestal, condujo un ejercicio de libertad de navegación en aguas internacionales en el Golfo de Sidra, cerca de Libia el 18 y 19 de agosto de 1981. En la mañana del 19 de agosto de 1981, dos F-14 del escuadrón VF-41 entablaron batalla con dos Su-22 libios, como resultado, los dos aviones libios fueron destruidos en lo que se conoce como el incidente del golfo de Sydra. El cuarto desplazamiento del USS Nimitz, desde el 10 de noviembre de 1982 hasta el 20 de mayo de 1983, fue en aguas caribeñas y mediterráneas.
El USS Nimitz fue desplegado una quinta vez el 8 de marzo de 1985. El 14 de marzo de 1985, dos pistoleros libaneses secuestraron el vuelo TWA 847, que llevaba 153 pasajeros y tripulación a bordo incluyendo varios estadounidenses. En respuesta, el USS Nimitz fue desplegado en la costa libanesa, donde permaneció hasta agosto de 1985. El escuadrón embarcado efectuó continuas incursiones durante 67 días, bombardeando importantes zonas de Beirut incluyendo las pistas del aeropuerto internacional. El barco volvió a Norfolk el 4 de octubre de 1985.
El USS Nimitz, de nuevo con el escuadrón CVW-8 embarcado, dejó Norfolk para su sexto y último despliegue en el Mediterráneo el 30 de diciembre de 1986. Después de 4 meses y numerosos puertos mediterráneos visitados, el portaaviones cruzó el ecuador con rumbo a Río de Janeiro. Desde Río partió al sur hasta el cabo de Hornos y se dirigió al océano Pacífico. Después de una breve parada en San Diego, California, para descargar el ala de la costa este, llegó a su nueva base, el puerto de Bremerton, Washington, el 2 de julio de 1987.
El USS Nimitz fue desplegado en el Pacífico occidental con el ala 9 embarcada el 2 de septiembre de 1988. Durante los juegos olímpicos de Seúl 1988, proporcionó seguridad en la costa de Corea del Sur. En octubre operó en la zona norte del mar de Arabia, participando en la operación Earnest Will, protegiendo los petroleros kuwaitíes recién recuperados. El 30 de noviembre de 1988, mientras estaba en el mar de Arabia, un cañón de 20 mm se disparó accidentalmente mientras estaba en proceso de mantenimiento, impactando en un A-7 Corsair II. Los siguientes disparos impactaron en otros 6 aviones y hubo 2 muertes. El barco regresó a Bremerton el 2 de marzo de 1989.

### En los 1990

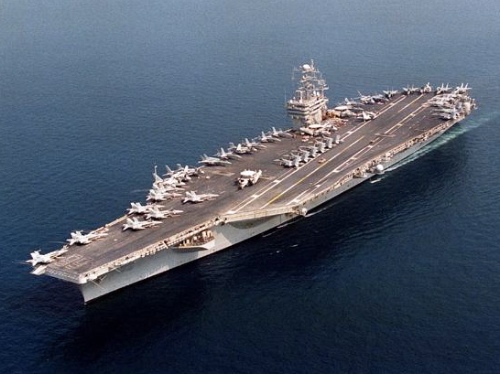
USS Nimitz en el mar cerca del golfo Pérsico, el 12 de octubre de 1997.

El 25 de febrero de 1991, el Nimitz partió desde Bremerton hacia el golfo Pérsico, en relevo del USS Ranger en el marco de la Operación Tormenta del Desierto, volviendo a Bremerton el 24 de agosto de 1991. El Nimitz fue desplegado de nuevo en el golfo Pérsico el 1 de febrero de 1993, en apoyo de la Operación Vigilancia del Sur (OSW, según sus siglas en inglés), consistente en controlar gran parte del espacio aéreo iraquí, regresando el 19 de agosto de 1993.
El 27 de noviembre de 1995, el Nimitz fue desplegado  en el Pacífico occidental y el océano Índico. En marzo de 1996, patrulló aguas de Taiwán en medio de las pruebas de misiles llevadas a cabo por China en la zona, convirtiéndose en el primer barco de guerra americano en atravesar el estrecho de Taiwán desde 1976. También navegó por el golfo Pérsico en apoyo de la OSW antes de volver desde el 20 de mayo de 1996.
El 1 de septiembre de 1997 el Nimitz empezó un viaje para dar la vuelta al mundo, apoyando de nuevo la OSW, que acabó en la ciudad de Newport News el 2 de marzo de 1998.

### En los 2000

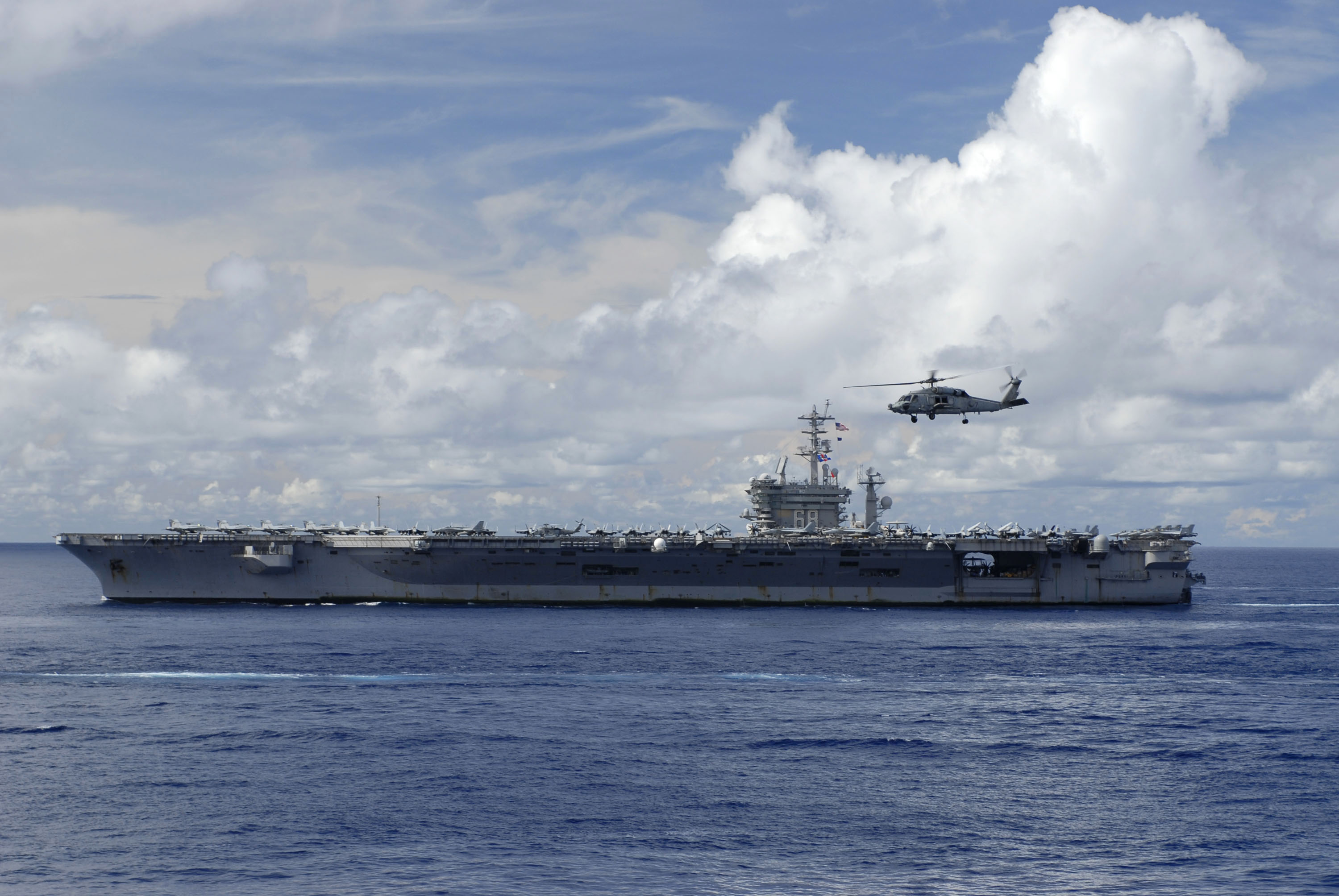
El USS Nimitz (CVN-68) navegando en el año 2007.

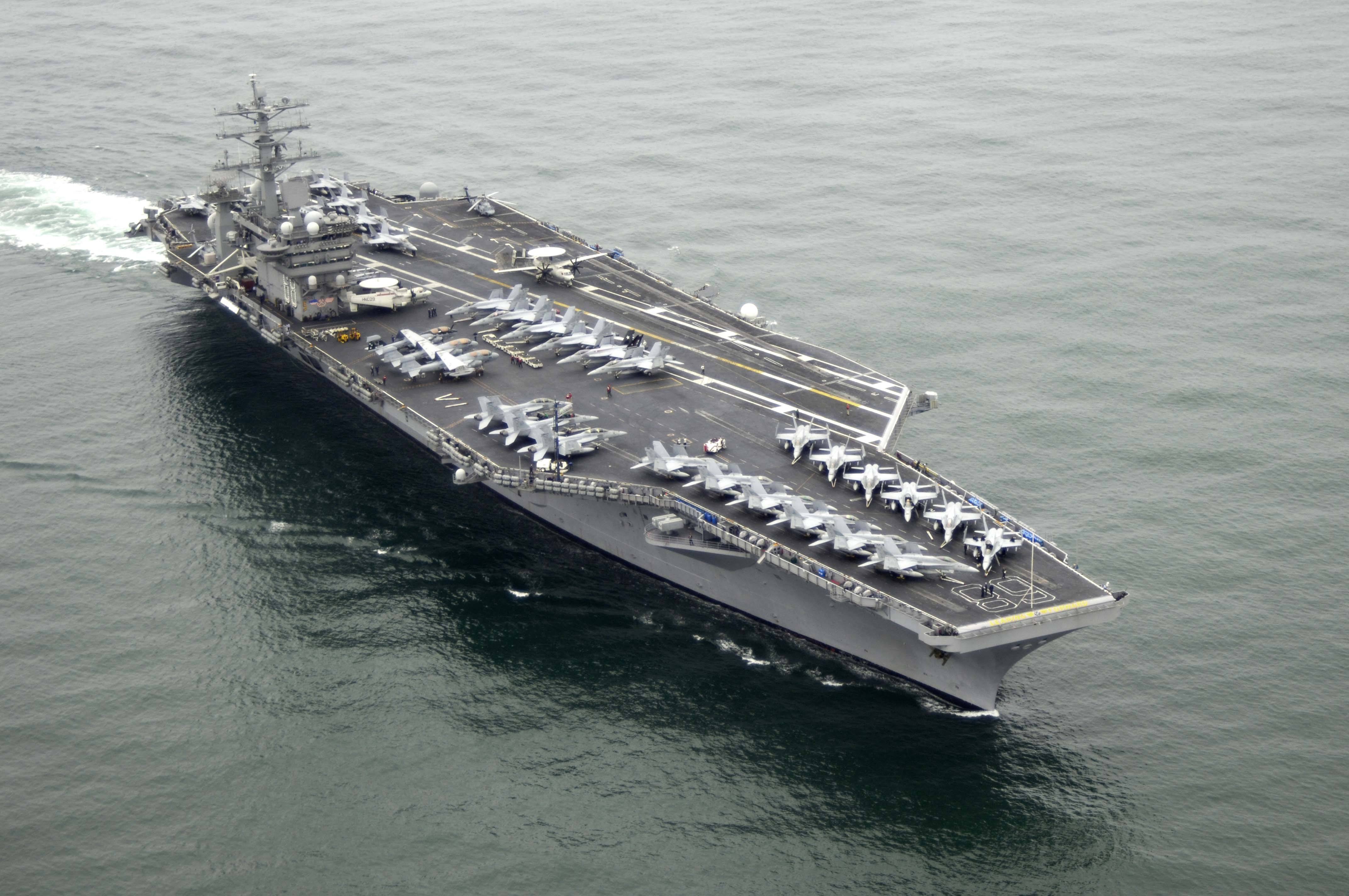
El USS Nimitz navegando en el año 2009.

El 21 de septiembre de 2001, después de unos ensayos en las costas de Virginia, el Nimitz comenzó su viaje alrededor de Sudamérica hasta su nuevo destino, el puerto de North Island, en  San Diego, California, llegando el 13 de noviembre de 2001. Durante el trayecto, se ejercitó con la Armada Argentina en el ejercicio Gringo-Gaucho. Aviones del Ala Táctica de Apoyo fueron embarcados para el tránsito. De enero a marzo de 2002, se sometió a una puesta a punto de 4 meses de duración en North Island.
El decimoprimer despliegue operativo empezó el 3 de marzo de 2003. Relevó al USS Abraham Lincoln en el golfo Pérsico a mediados de abril de 2003, lanzando a los aviones del Ala 11 en sus salidas sobre Irak en apoyo a la invasión de Irak de 2003 y Afganistán, en apoyo a la Operación Libertad Duradera. Retornó a San Diego el 5 de noviembre de 2003. En 2003 el Nimitz y el escuadrón CVW-11 fueron galardonados por la Armada con el premio a la eficiencia Battle E.
El Nimitz, de nuevo con el Escuadrón CVW-11 embarcado, se desplegó en el golfo Pérsico el 7 de mayo de 2005, volviendo el 8 de noviembre de 2005. Este despliegue marcó las 3 décadas de servicio, y fue representado en la serie documental de 2008 Carrier En junio de 2006, el Nimitz fue galardonado con el Battle E de 2005.
El navío dejó North Island para su decimotercer despliegue el 2 de abril en el mar de Arábigo, relevando al USS Dwight D. Eisenhower en apoyo de la invasión de Irak. Anclado en Chennai, India, el 2 de julio de 2007, como parte de los esfuerzos para expandir la cooperación bilateral de defensa entre India y Estados Unidos, los marineros participaron en un trabajo comunitario en Chennai antes de partir, el 5 de julio de 2007, junto con el destructor USS Pickney a través del golfo Pérsico. Volvió a North Island el 30 de septiembre de 2007.
El 24 de enero de 2008, el Nimitz se desplazó al Pacífico para un despliegue. El 9 de febrero de 2008, dos bombarderos rusos Tu-95 'Bear' sobrevolaron el barco en el Pacífico oeste.4 F/A-18C Hornet despegaron del portaaviones cuando los bombarderos estaban a 500 millas (804,7 km) de los barcos estadounidenses, e interceptaron los bombarderos a 50 millas (80,5 km) al sur del Nimitz. Dos F-18 interceptaron uno de los bombarderos, que sobrevoló la pista del portaaviones dos veces, mientras los otros dos F-18 interceptaron a otro TU-95 sobrevolando en círculos a 50 millas (80,5 km) del portaaviones. Según se informó, no hubo comunicación de radio entre los aviones rusos y americanos. Según el Departamento de Defensa, se dice que uno de los 2 aviones rusos había volado por encima del Nimitz a una altitud de 2000 pies (609,6 m). El mismo día, aviones rusos entraron en el espacio aéreo japonés, lo que causó que los japoneses protestaran ante el embajador ruso en Tokio.
De nuevo, el 5 de marzo de 2008, un bombardero ruso voló sobre el Nimitz y su grupo de batalla. Dos F-18 interceptaron el avión y lo escoltaron fuera del área
El Nimitz fue galardonado por la Armada con el premio a la eficiencia Battle E en 2007. Volvió a su puerto base en San Diego, California, el 3 de junio de 2008.
El grupo de combate del Nimitz, incluyendo al Escuadrón CVW-11, partió de Estados Unidos para un despliegue previsto en el Pacífico occidental el 31 de julio de 2009 y empezó sus vuelos en misiones de combate en apoyo a la Operación Libertad Duradera el 21 de septiembre.

## En los 2010
En enero de 2010, mientras se encontraba desplegado en el golfo Pérsico, el buque fue galardonado con la Meritorious Unit Commendation por sus despliegues "back-to-back" en apoyo de las guerras en Irak y Afganistán en 2007 y 2008. El premio fue entregado por el almirante Gary Roughead en una ceremonia a bordo del buque, el 6 de enero de 2010.
El USS Nimitz visitó Hong Kong durante cinco días en febrero para dar un descanso a su tripulación. La visita se produjo a pesar de que China previamente denegó la visita al portaaviones USS Kitty Hawk.

## Grupo de combate del portaaviones Nimitz
El Nimitz es parte del grupo de combate 11 (CSG-11) con el Ala 11 embarcada, con el Nimitz como buque insignia del grupo de batalla y sede del comandante del DESDRON 23.

### Buques del DESDRON-23
- USS Higgins (DDG-76)
- USS John Paul Jones (DDG-53)
- USS Pinckney (DDG-91)
- USS Sampson (DDG-102)[18]

### Escuadrones del CVW-11
- Escuadrón de Combate 14 (VFA-14) Tophatters[19]
- Escuadrón de Combate 41 (VFA-41) Black Aces
- Escuadrón de Combate 86 (VFA-86) Sidewinders
- Escuadrón de Combate 97 (VFA-97) Warhawks
- Escuadrón de Ataques Electrónicos 135 (VAQ-135) Black Ravens
- Escuadrón de Alerta Temprana 117 (VAW-117) Wallbangers
- Escuadrón de Helicópteros Antisubmarinos 6 (HS-6) Indians
- Escuadrón de Apoyo Logístico de la Flota 30 Detachment 4 (VRC-30) Providers

## Cultura popular
El Nimitz aparece en la película de 1980 El final de la cuenta atrás, en la que el barco y la tripulación se ven inmersos en un viaje en el tiempo a través de un agujero de gusano de una tormenta y aparecen el 6 de diciembre de 1941 cerca de Hawái, unas horas antes del ataque a Pearl Harbor.
Red Storm Rising, muestra F-14 del Nimitz y F-8 del portaaviones francés Foch, participando en un duelo contra bombarderos soviéticos durante la cual el Foch es destruido y el Nimitz es tan gravemente dañado que está obligado a enviar a su ala aérea a tierra.

El película Cannonball Run II en una escena, el Sheik Felafel es contactado para ofrecerle adquirir el portaviones para que pueda aterrizar su Boeing 747 en él. 
En 2005, la americana PBS filmó "Carrier", una miniserie de 10 partes que documenta la vida a bordo del USS Nimitz.

### Buques de la clase
• USS Dwight D. Eisenhower (CVN-69)
• USS Carl Vinson (CVN-70)
• USS Theodore Roosevelt (CVN-71)
• USS Abraham Lincoln (CVN-72)
• USS George Washington (CVN-73)
• USS John C. Stennis (CVN-74)
• USS Harry S. Truman (CVN-75)
• USS Ronald Reagan (CVN-76)
• USS George H. W. Bush (CVN-77)

### Listas relacionadas
- Anexo:Portaaviones de Estados Unidos
- Anexo:Buques actuales de la Armada de los Estados Unidos